# تريفور كوبر
تريفور كوبر (بالإنجليزية: Trevor Cooper)‏ هو ممثل بريطاني، ولد في 21 مايو 1953 بلندن في المملكة المتحدة.

## أعمال

### أفلام
- (1988) الغرق بالأرقام
- (2002) عصابات نيويورك[4][5][6]
- (2004) فانيتى فير[7][8]
- (2007) حتى الموت

## وصلات خارجية
- تريفور كوبر على موقع IMDb (الإنجليزية)
- تريفور كوبر على موقع ألو سيني (الفرنسية)
- تريفور كوبر على موقع أول موفي (الإنجليزية)
- تريفور كوبر على موقع قاعدة بيانات الأفلام السويدية (السويدية)
- تريفور كوبر على موقع قاعدة بيانات الأفلام السويدية (السويدية)
- تريفور كوبر على موقع قاعدة بيانات الفيلم (الإنجليزية)
- تريفور كوبر على موقع كينوبويسك (الروسية)